# Хомляк, Игорь Юрьевич
Игорь Юрьевич Хомляк (20 мая 1988) — белорусский футболист, вратарь.

## Биография
Воспитанник футбольной школы «Динамо» (Минск), тренер — Игорь Васильевич Горелов. В 2003 году сыграл свой единственный матч за дубль минчан в первенстве дублёров.
В 2005 году перешёл в «Шахтёр» (Солигорск), но в первом сезоне не играл даже за дубль. В 2006 году стал регулярно играть в первенстве дублёров, а также провёл первые матчи в высшей лиге Беларуси. Всего в 2006—2009 годах сыграл за «Шахтёр» 8 матчей в высшей лиге и 79 игр за дубль. Финалист Кубка Беларуси 2005/06, 2007/08, 2008/09, в первых двух финалах оставался запасным, в последнем не включён в заявку на матч. Бронзовый призёр чемпионата страны 2006 года (3 матча) и 2007 года (не играл).
В 2010 году был основным вратарём клуба первой лиги «Барановичи». В 2011 году перешёл в клуб высшей лиги «Нафтан», но играл только за дубль. В 2012 году играл в первой лиге за «Гранит» (Микашевичи), а в 2013 году стал серебряным призёром первой лиги в составе «Городеи». В 2014 году вернулся в «Гранит», но за три сезона сыграл лишь два матча — один в первой лиге и один в высшей. Победитель первой лиги 2014 года. Летом 2016 года покинул «Гранит» и завершил профессиональную карьеру.
Выступал за юношескую сборную Беларуси (до 17 лет). Участник финального турнира юношеского чемпионата Европы 2005 года.